# ترونگ تین آن
ترونگ تین آن (انگلیسی: Trương Tiến Anh؛ زادهٔ ۲۵ آوریل ۱۹۹۹) بازیکن فوتبال اهل ویتنام است.
وی همچنین در تیم‌های ملی فوتبال زیر ۱۹ سال ویتنام و ویتنام بازی کرده‌است.